# Delbert
Delbert ist eine englische Kurzform des männlichen Vornamens Adelbert und überwiegend in den USA gebräuchlich.

## Namensträger
- Delbert Barker (1932–2024), US-amerikanischer Country- und Rockabilly-Musiker
- Delbert Felix (* ≈1958), US-amerikanischer Jazzbassist
- Delbert Ray Fulkerson (1924–1976), US-amerikanischer Mathematiker
- Delbert Lamb (1914–2010), US-amerikanischer Eisschnellläufer
- Delbert Mann (1920–2007), US-amerikanischer Regisseur
- Delbert McClinton (* 1940), US-amerikanischer Sänger, Musiker und Songschreiber
- Delbert L. Stapley (1896–1978), US-amerikanischer Apostel der Kirche Jesu Christi der Heiligen der Letzten Tage

## Verbreitung
Seine größte Popularität in den USA erreichte der Name Delbert im Jahr 1920 mit Platz 150 in der Vornamenstatistik. Seit 1987 ist er nicht mehr unter den ersten 1000 Jungennamen vertreten.